# Љубица Станимировић
Љубица Станимировић Соња (Рача Крагујевачка, 20. април 1920 — Београд, 26. фебруар 1995) била је учесница Народноослободилачке борбе и друштвено-политичка радница СР Србије и амбасадорка СФР Југославије.

## Биографија
Рођена је 20. априла 1920. у Рачи Крагујевачкој. Школовала се у Крагујевцу и Београду, где је студирала медицину. Пре рата, као члан тада илегалног Савеза комунистичке омладине Југославије (СКОЈ) учествовала је у омладинском револуционарном покрету у Крагујевцу, као и на Медицинском факултету у Београду, где је припадала кругу револуционарних студената и била члан одбора студентских организација на Београдском универзитету. У чланство Комунистичке партије Југославије примљена је 1941. у Крагујевцу.
Након окупације Југославије, 1941. учествовала је у Народноослободилачком покрету (НОП). По задатку се вратила у Крагујевац, где се одмах укључила у рад на организовању илегалних група и припремама за оружани устанак. Обављала је курирске послове и одржавала везу између Окружног комитета КПЈ за Крагујевац и Главног штаба НОП одреда Србије. У току устанка у Србији, у лето 1941. извесно време је била борац Треће чете Крагујевачког партизанског одреда. Касније је повучена на политички рад у Крагујевцу, где је ухапшена током велике рације 21. октобра 1941. године.
Након изласка из затвора, децембра 1941. отишла је у Београд, а затим је успела да се пребацила у Срем, где јој је живела сестра Радојка Станимировић, која је била удата у Петровчићу, код Пећинаца. Њен зет учитељ Душан Вукасовић, био је члан КП Југославије и један од организатора Народноослободилачког поркета у доњем Срему. Одмах по доласку, Љубица се укључила у политички рад и тада је добила надимак Соња. Најпре је била партијско-политички радник, а радила је на окупљању жена у селима Румског среза. Јула 1942. ступила је у Посавски партизански одред, где је била политички делегат у воду Милана Јешића Ибре. Након реорганизације партизанких снага из Срема и одласка главнине снага у источну Босну, новембра 1942. поново се посветила раду на партијско-политичким задацима. Обилазила је села Румског среза и радила на окупљању жена, као и њиховом организовању и укључивању у месне одборе Антифашистичког фронта жена (АФЖ), које је организовала.
Почетком 1943. налазила се у групи војно-политичких руководилаца из Срема, који су отишли у источну Босну, где се налазила главнина партизански снага из Срема. Овде је априла 1943. приликом формирања Друге војвођанске ударне бригаде постављена за заменика политичког комесара. Сходно овој функцији истовремено је била руководилац цитаве партијске организације у бригади. Заједно са политичким комесаром Драганом Дикићем Вањом била је члан Штаба бригаде. На овој дужности остала је до септембра 1943. када је одлуком Централног комитета КПЈ прешла у Трећу војвођанску ударну бригаду. Овде је чекала могућност за пребацивање у Босанску Крајину, на дужност у Трећу крајишку ударну бригаду, али како до тога није дошло, поставаљена је за члана Политичког одељења (Политодел) 16. војвођанске дивизије. Из рата је изашла са чином капетана прве класе.
Након ослобођења Крагујевца, 1944. повучена је из јединице и упућена на политички рад. Налазила се на дужности секретара Средског комитета КПЈ и члан Окружног комитета КПЈ за крагујевачки округ. Од 1945. била је на раду у Београду, где је обаваља дужности начелника Персоналног одељења председништва Владе Народне Ррепублике Србије, секретара Комисије за националне мањине у Централном комитету СКЈ, помоћника секретара Комисије за културне везе с иностранством и др. Касније је прешла у дипломатску службу и радила у Савезном секретаријату за иностране послове (ССИП). Била је од 1963.  стални представник СФРЈ при међународној организацији Унеско, а потом од 1970. до 1974. амбасадор СФРЈ у Финској. Била је једна од првих жена амбасадора у историји Србије и Југославије. Након повратка из Хелсинкија, још две године је била амбасадору ССИП, а потом је од 1977. до 1982. била директор Музеја „25. мај” у Београду. До пензионисања била је члан Председништва Републичке конференције Социјалистичког савеза радног народа Србије и члан Савезне конференције Социјалистичког савеза радног народа Југославије.
Трагично је настрадала 26. фебруара 1995. у свом стану у Београду, када је убио провалник. Сахрањена је на Земунском гробљу.
Носилац је Партизанске споменице 1941. и више других југословенских одликовања, међу којима су — Орден заслуга за народ првог реда, Орден братства и јединства првог реда, Орден заслуга за народн другог реда, Орден за храброст и др.